# Горан Пандев
Горан Пандев (Струмица, 27. јул 1983) бивши је македонски фудбалер. За репрезентацију Северне Македоније је од 2001. до 2021. одиграо 122 утакмице и постигао 38 голова и по оба параметра је најбољи у репрезентацији.

## Клупска каријера
Фудбалску каријеру је започео у Беласици из Струмице, наступајући у македонској Првој лиги. Као 18-годишњак, 2001. године, потписао је уговор са Интером из Милана. За сезону 2002/03. је прослеђен на позајмицу у Специју која се такмичила у Серији Ц1, трећем рангу такмичења у Италији. Наредну 2003/04. је такође провео на позајмици, али овога пута у Анкони која је у тој сезони играла у Серији А. Пандев је постао други македонски играч који је заиграо у италијанској Серији А. Први је био Дарко Панчев.
Приликом трансфера Дејана Станковића из Лација у Интер 2004. године, Пандев је прешао у Лацио. Провео је пет сезона у Лацију и током тог периода је одиграо 159 утакмица у Серији А, уз 48 постигнутих голова. Освојио је са Лацијом Куп Италије у сезони 2008/09.
Почетком 2010. године се вратио у Интер из Милана, потписавши уговор у трајању од четири и по године. Са Интером је освојио Лигу шампиона у сезони 2009/10. Поред овога има освојену једну Серију А, два италијанска Купа, један Суперкуп и једно Светско клупско првенство. Из Интера је у августу 2011. прослеђен на једногодишњу позајмицу у Наполи. Наредне године је и званично постао играч Наполија пошто је клуб из Напуља откупио његов уговор. Са Наполијем је освојио два италијанска Купа.
Сезону 2014/15. је провео у турском Галатасарају, где је имао мању минутажу, али је освојио турску Суперлигу и Куп. Лета 2015. се вратио у италијански фудбал и потписао за Ђенову. Наредних шест и по година је наступао за Ђенову у Серији А након чега је у јануару 2022. прешао у Парму, члана Серије Б.

## Репрезентација
За сениорску репрезентацију дебитовао је против Турске 6. јуна 2001. године. Први гол је постигао на против Малте коју је Северна Македонија добила убедљиво са 5:0.
У последњем мечу доигравања у квалификацијама за Европско првенство 2020. против Грузије Пандев је постигао одлучујући гол и тако први пут одвео Северну Македонију на неко велико такмичење. Касније је на самом првенству постао први стрелац репрезентације на Европском првенству на утакмици против Аустрије коју је Северна Македонија изгубила са 3:1. На тај начин је и постао други најстарији стрелац у историји турнира после Ивице Вастића.

## Трофеји
Лацио
- Куп Италије (1) : 2008/09.
- Суперкуп Италије (1) : 2009.

Интер
- Првенство Италије (1) : 2009/10.
- Куп Италије (2) : 2009/10, 2010/11.
- Суперкуп Италије (1) : 2010.
- Лига шампиона (1) : 2009/10.
- Светско првенство за клубове (1) : 2010.
- Суперкуп Европе : финале 2010.

Наполи
- Куп Италије (2) : 2011/12, 2013/14.

Галатасарај
- Првенство Турске (1) : 2014/15.
- Куп Турске (1) : 2014/15.